# میشالیس سالاس
میشالیس سالاس (انگلیسی: Michalis Sallas) (زاده ۱۹۵۰) کارآفرین، بانکدار و مدیر ارشد اجرایی یونانی است، که در حال حاضر به‌عنوان رئیس هیئت مدیره پیره بانک فعالیت می‌کند.